# Wolfgang Brandhuber
Wolfgang Brandhuber (* in Passau; † 1529 in Linz) war ein Reformator und Vertreter der oberösterreichischen Täuferbewegung. Für seine Überzeugungen starb er den Märtyrertod.

## Leben und Werk
Über die ersten Lebensjahre Brandhubers ist wenig bekannt. Er wurde im bayerischen Passau geboren, wo er 1527 auch erstmals als Prediger der radikal-reformatorischen Täufer auftrat. Später übersiedelte er in die Steiermark. Nach dem gewaltsamen Ende der steyrischen Täufergemeinde fand er schließlich zusammen mit Hänslin Mittermeier Zuflucht im oberösterreichischen Linz. Hier wirkte er als Ältester und Prediger der dortigen Täufergemeinde. Unter Brandhuber wurde die Gemeinde in Linz bald zu einem regionalen Zentrum der österreichischen Täufer und es wurden unter anderem in Wels, Gmunden, Mauthausen, Lambach, Gallneukirchen, Grein und Vöcklabruck Tochtergemeinden gegründet. Brandhuber besaß zudem Kontakte zur Täufergemeinde im tirolerischen Rattenberg. Im Jahr 1528 taufte er den späteren Leiter der Thüringer Täufer, Jakob Störger, 1528 bei Wels.
Brandhubers Wirksamkeit war jedoch nur von kurzer Dauer. Schon 1529 wurde er zusammen mit Hänslin Mittermeier und mit 75 weiteren Täufern in Linz inhaftiert, gefoltert und kurze Zeit später hingerichtet. In seiner Arbeit als führender Prediger des österreichischen Raumes folgte ihm Peter Riedemann nach. In Linz konnte sich später noch über eine gewisse Zeit eine Gemeinde der täuferischen Philipper halten.
Theologisch vertrat Brandhuber einen biblisch begründeten Pazifismus. Seine christliche Ethik war gekennzeichnet von der Ablehnung weltlicher Pracht, dem Erdulden von Leiden und der gegenseitigen Hilfsbereitschaft. In seinem Sendbrief an die Gemeinde Gottes aus dem Jahr 1528 sprach er sich als einer der ersten Täufer für die Gütergemeinschaft aus, wie sie später von den Täufern in Mähren und insbesondere von den Hutterern praktiziert wurde. Unter seinem Einfluss konnte sich die Täuferbewegung in Oberösterreich rasch ausbreiten.